# F1 (gado)
Gado F1, como é conhecido, é resultado do cruzamento de uma raça européia (gado holandês) com uma raça indiana (gir leiteiro), resultando em animais com meio sangue de cada raça.  
Segundo pesquisas, a vaca F1 tem uma produção leiteira altamente satisfatória com mais de 2100 kg de produção por lactação e um período entre partos menor com uma boa persistência leiteira.